# ۳ اکتبر
۳ اکتبر دویست و هفتاد و ششمین (در سال‌های کبیسه دویست و هفتاد و هفتمین) روز سال در گاه‌شماری میلادی است. ۸۹ روز تا پایان سال باقی‌است.

## رویدادها
- ۱۹۳۲ - عراق به استقلال رسید.
- ۱۹۳۵ - آغاز جنگ دوم ایتالیا و اتیوپی
- ۲۰۰۹ - امضای موافقت‌نامه نخجوان و تأسیس سازمان دولت‌های ترک
- ۲۰۱۳ - گامبیا از اتحادیه اتحادیه کشورهای همسود کناره‌گیری کرد.
- ۲۰۱۳ - بر اثر واژگونی قایق حامل پناهجویان در حوالی جزیره لامپدوسا ایتالیا دست کم ۱۳۴ تن کشته شدند.
- ۱۹۹۰- اتحاد آلمان شرقی و آلمان غربی

## زادروزها
- ۱۹۴۱ – آندریا دو آدامیچ، رانندهٔ مسابقات اتومبیل‌رانی اهل ایتالیا
- ۱۹۸۱ - زلاتان ابراهیموویچ، بازیکن فوتبال اهل سوئد

## درگذشت‌ها
- ۱۹۲۳ - گوستاف اشترزمان، سیاست‌مدار آلمانی و وزیرخارجه جمهوری وایمار (ز. ۱۸۷۸)
- ۲۰۰۴ – دونالد ویل داگلاس جونیور، قایقران اهل ایالات متحده آمریکا (ز. ۱۹۱۷)
- ۲۰۱۷ - جلال طالبانی، سیاست‌مدار کرد عراقی و رئیس‌جمهور این کشور